# Comlăuș, Arad
Comlăuș a fost un sat în județul Arad, în prezent este un cartier al orașului Sântana. 
Prima atestare documentară a Comlăușului este datată în anul 1334, în listele de zeciuială papală, făcând parte din arhidiaconatul catolic Pâncota.